# Щепа для копчения

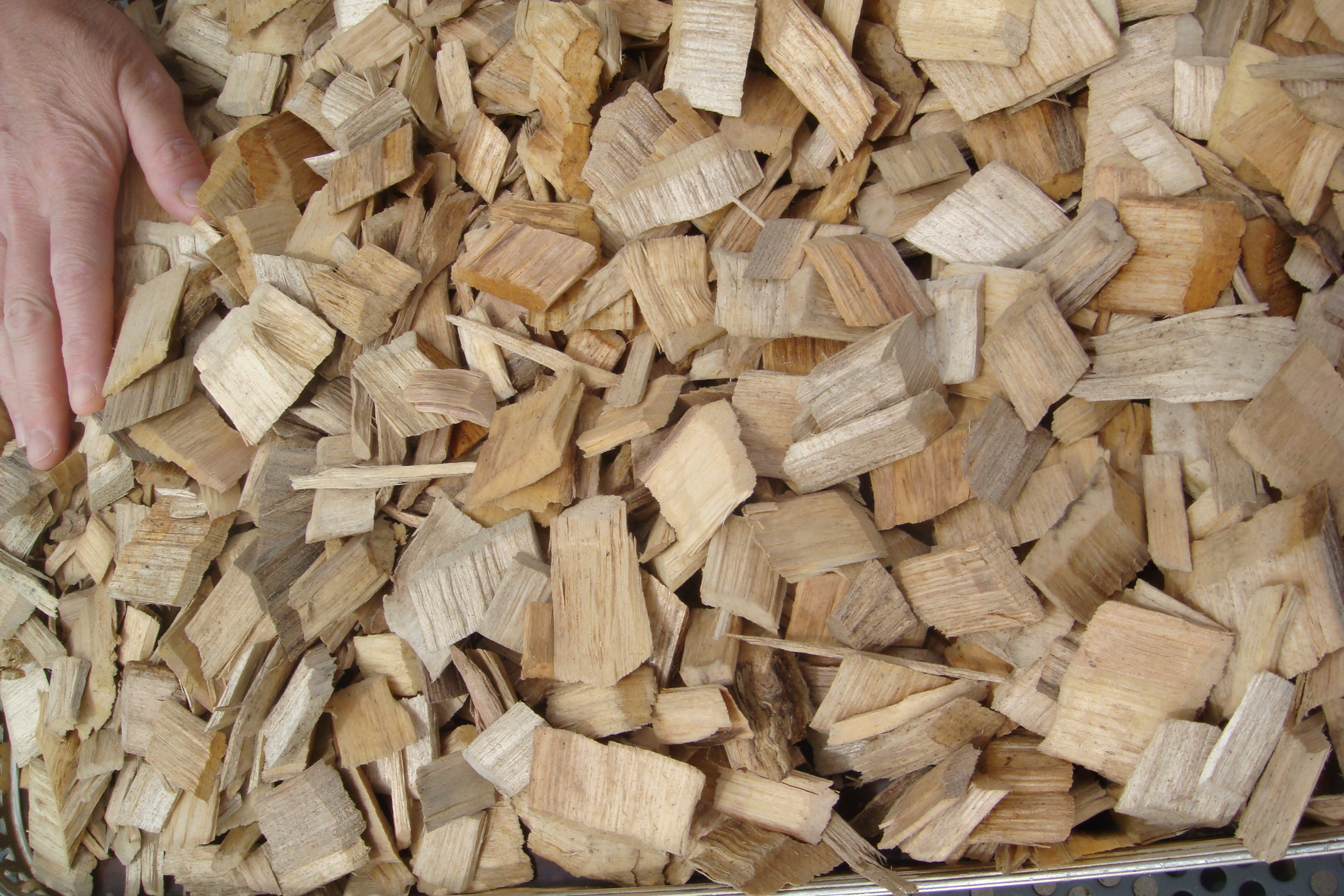

Щепа для копчения — древесные частицы правильной прямоугольной формы, получаемые в процессе измельчения древесного сырья рубильной машиной и представляющие собой коптильный материал, используемый в дымогенераторах тления, в том числе в кемпинговых коптильнях.

## Порода древесины
Принято считать, что лучшим коптильным материалом является щепа из твердолиственных пород дерева: дуб, бук, граб, клен и другие ильмовые. По устоявшимся мнениям, хвойные породы не следует применять для копчения из-за чрезмерного содержания смолистых веществ, то же самое относится и к берёзе. Однако, в Савойе, что на юго-востоке Франции, колбаски коптят в еловом дыму; в Шаранте мидий коптят только в дыму сосновых иголок. Да и в России когда-то коптили и на еловых шишках (на Белом море), и на сосновых опилках (на Волге).

## Схема производства
Для производства щепы для копчения основным технологическим оборудованием являются рубильные машины, конструкция которых делится на два типа — дисковые и барабанные. Щепа после рубильных машин по щепопроводу через распределительный циклон попадает на сортирование, где осуществляется разделение на кондиционную и некондиционную щепу. Кондиционная щепа, в свою очередь, разделяется по фракциям (например, 1-3 мм, 3-6 мм, 4-8 мм) при помощи сит с соответствующим диаметром отверстий. Эта процедура проводится для поддержания бесперебойной и исправной работы конкретного дымогенератора тления, настроенного на определённый фракционный состав коптильного материала. Кроме того, равномерность образования дыма в кемпинговых коптильнях и бытовых коптильных камерах прежде всего зависит от фракционного состава щепы для копчения (при использовании очень мелкой щепы сжигание происходит менее равномерно, нежели при использовании крупной щепы). После разделения щепы для копчения по фракциям, она подвергается процессу сушки, так как естественная влажность древесины может быть чрезмерно высокой для допуска к процессу копчения. Щепа, влажность которой более 75 %, не сможет стабильно гореть, влажность дыма увеличится, произойдет чрезмерное налипание сажи на продукт копчения. В то же время, щепа для копчения не должна быть сильно сухой, во избежание разгорания сильного пламени (излишне высокая температура может привести к полной потере жира из приготавливаемого продукта).